# Eluma tuberculata
Eluma tuberculata is een pissebed uit de familie Armadillidiidae. De wetenschappelijke naam van de soort is voor het eerst geldig gepubliceerd in 1991 door Cruz.